# Поусон, Энтони Джеймс
Энтони Джеймс Поусон, известный также как Тони Поусон (англ. Anthony James Pawson; 18 октября 1952 года, Мейдстон, графство Кент, Англия — 7 августа 2013 года, Торонто, Онтарио, Канада) — канадский молекулярный биолог британского происхождения.
Член Лондонского королевского общества (1994), Канадского королевского общества, Национальной академии наук США (2004) и Американской академии искусств и наук. Лауреат престижнейших отличий.
Известен революционными работами в области внутриклеточной передачи сигнала, молекулярных механизмов ответа клеток на внешние сигналы и межклеточного взаимодействия. Поусон идентифицировал белковый домен SH2 (от англ. Src Homology 2), обладающий способностью связывать остатки фосфорилированного тирозина (фосфорилирование остатков тирозина в белках является распространённым способом передачи сигнала внутри клетки). После обнаружения SH2 множество копий этого некаталитического домена были обнаружены в различных белках, участвующих в передаче сигнала.

## Биография
Энтони Джейм Поусон родился в Мейдстоне, Великобритания, в 1976 году он получил степень доктора философии по молекулярной биологии в лондонском университете. В 1976—1980 годы он продолжил своё образование в Калифорнийском университете в Беркли, а затем до 1985 года работал ассистентом профессора в департаменте микробиологии в университете Британской Колумбии.
В 1985 году доктор Алан Бернштейн пригласил Энтони Поусона работать в больнице Маунт-Синай в Торонто. При этом Поусон оставался профессором Торонтского университета (1985—1988 — associate professor, с 1989 — full professor), где работал на факультете медицины на кафедре молекурярной генетики. В госпитале Поусон был ведущим исследователем в исследовательском институте Самуэля Луненфелда (1985—2006), затем руководил исследованиями (2000—2005) в лаборатории, названной его именем.
В 1990 году его исследовательская группа впервые описала молекулярный механизм передачи сигнала между клетками и идентифицировала, участвующие в этом процессе белки. В дальнейшем было установлено, что нарушения передачи сигналов могут быть причиной различных заболеваний. Данное открытие оказало большое влияние на биомедицину, иммунологию, исследования рака и эволюционную биологию. В интервью 2009 года газете Toronto Star Поусон сравнивает научные исследования с подводной рыбалкой: «Вы не сможете поймать рыбу, если не зайдёте в воду» (you can’t catch fish without having your fly in the water).
В 2011 году от рака скончалась жена Поусона, Мэгги. 7 августа 2013 года скончался сам Поусон, оставив после себя двоих родных сыновей и одного приёмного.

## Награды и отличия
- 1994 — Международная премия Гайрднера
- 1995 — Robert L. Noble Prize[англ.]
- 1998 — Премия Хейнекена по биохимии и биофизике
- 1998 — Медаль Флавеля[англ.]
- 1998 — Pezcoller Foundation-AACR International Award for Extraordinary Achievement in Cancer Research (первый удостоенный)
- 2000 — офицер Ордена Канады[13]
- 2004 — Премия Луизы Гросс Хорвиц
- 2004 — Орден Онтарио[англ.]
- 2005 — Премия Вольфа по медицине
- 2005 — Королевская медаль Лондонского королевского общества
- 2006 — Орден Кавалеров Почёта
- 2006 — Введён в Канадский зал медицинской славы[англ.][14]
- 2007 — Награда Говарда Тейлора Риккетса[нем.]
- 2008 — Премия Киото[15][16]
- 2012 — Медиакомпания «Thomson Reuters» включила Поусона в свой список наиболее вероятных кандидатов на получение Нобелевской премии по физиологии или медицине